# Magellanräv
Magellanräv eller andinsk räv (Lycalopex culpaeus, tidigare Pseudalopex culpaeus och Dusicyon culpaeus) är ett rovdjur i familjen hunddjur som förekommer i Sydamerika.

## Taxonomi
Magellanräven räknas tillsammans med fem andra rävar till släktet Lycalopex. Släktskapet mellan dessa arter och även till andra sydamerikanska hunddjur är inte helt utrett. Som magellanrävens systertaxon anses pampasräven och båda arter hade troligen för 250 000 till 500 000 år sedan en gemensam anfader. Nyare studier visade att den genetiska variationen inom båda arter är större än mellan arterna.
Wilson & Reeder (2005) skiljer mellan fem underarter.
- L. c. culpaeus (Molina, 1782) lever i Chile kring Santiago samt i angränsande regioner av Argentina.
- L. c. andinus (Thomas, 1914), på högplatån Altiplano.
- L. c. lycoides (Philippi, 1896), på Tierra del Fuego.
- L. c. magellanicus (Gray, 1837), i provinsen Magallanes samt i Patagonien.
- L. c. reissii (Hilzheimer, 1906), i Anderna i Ecuador.
- L. c. smithersi (Thomas, 1914), bergstrakter i provinsen Córdoba.

## Utseende
Dessa djur når en kroppslängd på mellan 45 och 95 cm (huvud och bål) och hannar blir i genomsnitt lite större och tyngre än honor. Därtill kommer en 31 till 50 cm lång svans. I genomsnitt väger magellanrävar mellan 4 och 7,5 kg, men stora individer kan bli 13 kg tunga. Pälsens färg är gråröd. På djurets rygg finns en mörkare strimma som inte alltid är tydlig. Dessutom är halsens främre sida vit. På övre sidan av svansroten finns en svart fläck och även svansens spets är svart. Tandformeln för vuxna individer är I 3/3 C 1/1 P 4/4 M 2/3, alltså 42 tänder.

## Utbredning och habitat
Utbredningsområdet sträcker sig från Colombia och Ecuador över Bolivia till Chile och Argentina. Räven föredrar Andernas västra sida och förekommer vanligen mellan 1 000 och 4 800 meter över havet. Habitatet utgörs av öppen terräng och inte alltför täta skogar. Magellanräven är även ett av de få inhemska däggdjur som lever i Eldslandet. Jämförd med andra sydamerikanska hunddjur förekommer arten i de kyligaste och torraste regioner av kontinenten.

## Ekologi
Födans sammansättning beror på tillgång till bytesdjur. Räven äter främst gnagare, hardjur och mindre hovdjur (till exempel tamfår) samt i mindre mått fåglar, insekter, ödlor och as. Även frukter och bär ingår i födan när de är mogna. Under sommaren vandrar individerna ibland 15 till 20 km till bergstrakter för att komma åt harar och får.
Arten kan vara aktiv både på dagen och på natten beroende på bytens aktivitetstider. Jakten utförs vanligen ensam. Det sociala beteendet utanför parningstiden är inte helt utrett men vanligen har varje individ ett revir som inte överlappar, eller bara lite, med revir av andra individer från samma kön. Revirets storlek är avhängigt av utbredningsområdet och varierar hos de flesta individer mellan 4,5 och 10 km². I öknar kan de ströva genom ett område upp till 800 km² storlek.
Fortplantningssättet har bara undersökts i Patagonien. Där är honor parningsberedda mellan augusti och oktober. Efter 55 till 60 dagars (genomsnitt 58 dagar) dräktighet föds 3 till 8 (genomsnitt 5,2) ungar som väger ungefär 170 gram. Honan slutar med digivningen efter cirka två månader och efter ungefär sju månader är ungarna lika stora som vuxna djur. De blir könsmogna vid ett års ålder.
Med undantag av puman har magellanräven inga naturliga fiender. Den äldsta kända individen i naturen blev 11 år gammal.

## Hot
Några farmare betraktar magellanrävar som en fara för sina får, trots att angrepp på får förekommer mycket sällan. I närheten av större boplatser jagas därför rävarna och beståndet i dessa områden minskar betydligt. När jakttrycket minskar ökar beståndet ganska fort till ursprunglig nivå. I viss mån påverkas populationen av förvildade tamhundar. IUCN betraktar hela beståndet som stabilt och listar arten som livskraftig (LC).